# L'Aube de la civilisation
Pour plus de détails, voir Fiche technique et Distribution.
L'Aube de la civilisation (개벽, Gaebyeok) est un film sud-coréen réalisé par Im Kwon-taek, sorti en 1991. Le film évoque la Rébellion paysanne du Donghak de 1894.

## Fiche technique
- Titre : L'Aube de la civilisation[1]
- Titre original : 개벽 (Gaebyeok)
- Réalisation : Im Kwon-taek
- Scénario : Kim Yong-ok
- Pays d'origine : Corée du Sud
- Format : Couleurs - 35 mm
- Genre : historique
- Durée : 146 minutes
- Date de sortie : 1991

## Distribution
- Lee Deok-hwa : Hae-weol
- Lee Hye-young
- Kim Myung-gon : Jeong Bong-jun
- Park Ji-hun : Kang-su
- Lee Suk-koo : Pan-ok
- Choi Dong-joon : Gye-dong
- Kim Gil-ho : Su-un
- Kim Ki-ju : Lee Pil-jye